# Mine de Pstrowski
La mine de Pstrowski est une mine souterraine de charbon située en Pologne.